# Belin-Vale
Belin-Vale – wieś w Rumunii, w okręgu Covasna, w gminie Belin. W 2011 roku liczyła 1489 mieszkańców.